# Rock It (Prime Jive)
«Rock It (Prime Jive)» es una canción escrita por Roger Taylor, baterista de la banda de rock inglesa Queen. La canción está incluida en el disco del álbum The Game grabado en 1980. Roger Taylor tuvo dificultades para aportar temas a The Game. Rock It (Prime Jive) fue generadora de disputas dentro de la banda. Se grabaron 2 versiones del tema, una cantada íntegramente por Freddie Mercury y otra grabada por Roger. La polémica vino al decidir cual de las dos 2 iría. Brian May y Mack se inclinaban por la cantada por Freddie, mientras John Deacon y Roger Taylor por la otra de Roger. Finalmente se decidió que el intro sería de Freddie y el resto de la canción de Roger.

## Interpretaciones y actuaciones en vivo
En vivo es Freddie Mercury quien la canta. Fue interpretada y tocada en América y Japón durante las giras The Game Tour y Hot Space Tour. 

## Créditos
- Escrita por: Roger Taylor
- Producida por: Queen y Mack
- Músicos:

- Roger Taylor: voz, batería, sintetizador
- Freddie Mercury: voz líder en la introducción y coros
- Brian May: guitarra eléctrica, coros
- John Deacon: bajo
- Mack: sintetizador

- Datos: Q1249669